# Aphilopota castellana
Aphilopota castellana är en fjärilsart som beskrevs av Louis Beethoven Prout 1938. Aphilopota castellana ingår i släktet Aphilopota och familjen mätare. Inga underarter finns listade i Catalogue of Life.